# رومان يعقوب
رومان يعقوب (بالإنجليزية: Roman Yakub)‏ هو ملحن أمريكي، ولد في 1958.